# 开浦洞站
開浦洞站（：／ Gaepodong yeok */?）是水仁·盆唐線沿線的一座地下車站，位於韓國首爾特別市江南區開浦洞。

## 車站結構
站體為2面2線側式月台的地下車站，月台層位於地下4樓並設有月台幕門，有出口共8處。

### 月台配置
| ↑ 九龍   |
| \| １    |
| 大母山 ↓ |

| 月台 | 路線                   | 目的地                         |
| ---- | ---------------------- | ------------------------------ |
| 1    | ●首都圈電鐵水仁·盆唐線 | 仁川、水原、書峴、牡丹方向     |
| 2    | ●首都圈電鐵水仁·盆唐線 | 往十里、宣靖陵、宣陵、九龍方向 |

## 车站周边
- 首尔日本人学校
- 良才川
- 京畿女子高等学校
- 首都电气工业高等学校
- 大屿初等学校
- 良田初等学校
- 开浦初等学校

## 历史
- 2003年9月3日 - 落成。

## 相鄰車站
韩國鐵道公社
●首都圈電鐵水仁·盆唐線
盆唐急行、緩行
九龍（K218）－開浦洞（K219）－大母山（K220）